# Llista de medallistes olímpics de rem (homes)
Aquesta és una llista dels medallistes olímpics de rem en categoria masculina:

## Medallistes

### Programa actual

#### Scull individual
| Edició               | Or                 | Argent              | Bronze             |
| 1900 París           | Hermann Barrelet   | André Gaudin        | George Saint Ashe  |
| 1904 St. Louis       | Frank Greer        | James Juvenal       | Constance Titus    |
| 1908 Londres         | Harry Blackstaffe  | Alexander McCulloch | Bernhard von Gaza  |
| 1908 Londres         | Harry Blackstaffe  | Alexander McCulloch | Károly Levitzky    |
| 1912 Estocolm        | William Kinnear    | Polydore Veirman    | Everard Butler     |
| 1912 Estocolm        | William Kinnear    | Polydore Veirman    | Mart Kuusik        |
| 1920 Anvers          | John B. Kelly, Sr. | Jack Beresford      | Clarence D'Arcy    |
| 1924 París           | Jack Beresford     | William Gilmore     | Josef Schneider    |
| 1928 Amsterdam       | Bobby Pearce       | Kenneth Myers       | Theodore Collet    |
| 1932 Los Angeles     | Bobby Pearce       | William Miller      | Guillermo Douglas  |
| 1936 Berlín          | Gustav Schäfer     | Josef Hasenöhrl     | Daniel Barrow      |
| 1948 Londres         | Mervyn Wood        | Eduardo Risso       | Romolo Catasta     |
| 1952 Hèlsinki        | Yuri Tyukalov      | Mervyn Wood         | Teodor Kocerka     |
| 1956 Melbourne       | Vyacheslav Ivanov  | Stuart MacKenzie    | John B. Kelly, Jr. |
| 1960 Roma            | Vyacheslav Ivanov  | Achim Hill          | Teodor Kocerka     |
| 1964 Tòquio          | Vyacheslav Ivanov  | Achim Hill          | Gottfried Kottmann |
| 1968 Ciutat de Mèxic | Henri Wienese      | Jochen Meissner     | Alberto Demiddi    |
| 1972 Múnic           | Yuri Malishev      | Alberto Demiddi     | W. Guldenpfennig   |
| 1976 Mont-real       | Pertti Karppinen   | Peter-Michael Kolbe | Joachim Dreifke    |
| 1980 Moscou          | Pertti Karppinen   | Vassily Yakusha     | Peter Kersten      |
| 1984 Los Angeles     | Pertti Karppinen   | Peter-Michael Kolbe | Robert Mills       |
| 1988 Seül            | Thomas Lange       | Peter-Michael Kolbe | Eric Verdonk       |
| 1992 Barcelona       | Thomas Lange       | Vaclav Chalupa      | Kajetan Bronjewski |
| 1996 Atlanta         | Xeno Muller        | Derek Porter        | Thomas Lange       |
| 2000 Sydney          | Rob Waddell        | Xeno Muller         | Marcel Hacker      |
| 2004 Atenes          | Olaf Tufte         | Jüri Jaanson        | Ivo Yanakiev       |
| 2008 Pequín          | Olaf Tufte         | Ondrej Synek        | Mahe Drysdale      |
| 2012 Londres         | Mahe Drysdale      | Ondrej Synek        | Alan Campbell      |
| 2016 Rio             | Mahe Drysdale      | Damir Martin        | Ondrej Synek       |
| 2020 Tòquio          | Stefanos Ntouskos  | Kjetil Borch        | Damir Martin       |

#### Doble Scull
| Edició               | Or                                                     | Argent                                             | Bronze                                             |
| 1900 París           | Estats UnitsJohn Mulcahy · William Varley              | Estats UnitsJamie McLoughlin · John Hoben          | Estats UnitsJoseph Ravannack · John Wells          |
| 1908–1912            | No fou inclòs en el programa olímpic                   | No fou inclòs en el programa olímpic               | No fou inclòs en el programa olímpic               |
| 1920 Anvers          | Estats UnitsPaul Costello · John B. Kelly, Sr.         | ItàliaPietro Annoni · Erminio Dones                | FrançaGaston Giran · Alfred Plé                    |
| 1924 París           | Estats UnitsPaul Costello · John B. Kelly, Sr.         | FrançaMarc Detton · Jean-Pierre Stock              | SuïssaRudolf Bosshard · Heinrich Thoma             |
| 1928 Amsterdam       | Estats UnitsPaul Costello · Charles McIlvaine          | CanadàJoseph Wright, Jr. · Jack Guest              | ÀustriaLeo Losert · Viktor Flessl                  |
| 1932 Los Angeles     | Estats UnitsKenneth Myers · William Gilmore            | AlemanyaHerbert Buhtz · Gerhard Boetzelen          | CanadàCharles Edward Pratt · Noel De Mille         |
| 1936 Berlín          | Regne UnitJack Beresford · Leslie Southwood            | AlemanyaWilli Kaidel · Joachim Pirsch              | PolòniaRoger Verey · Jerzy Ustupski                |
| 1948 Londres         | Regne UnitRichard Burnell · Bertie Bushnell            | DinamarcaEbbe Parsner · Aage Larsen                | UruguaiWilliam Jones · Juan Rodríguez              |
| 1952 Hèlsinki        | ArgentinaTranquilo Cappozzo · Eduardo Guerrero         | Unió SovièticaHeorhi Zhylin · Ihor Emtshuk         | UruguaiMiguel Seijas · Juan Rodríguez              |
| 1956 Melbourne       | Unió SovièticaAleksandr Berkutov · Yuri Tyukalov       | Estats UnitsBernard Costello, Jr. · James Gardiner | AustràliaMurray Riley · Mervyn Wood                |
| 1960 Roma            | TxecoslovàquiaVaclav Kozak · Pavel Schmidt             | Unió SovièticaAleksandr Berkutov · Yuri Tyukalov   | SuïssaErnst Huerlimann · Rolf Larcher              |
| 1964 Tòquio          | Unió SovièticaBoris Dubrovsky · Oleg Tiurin            | Estats UnitsSeymour Cromwell · James Storm         | TxecoslovàquiaVladimir Andrs · Pavel Hofman        |
| 1968 Ciutat de Mèxic | Unió SovièticaAnatoly Sass · Alexander Timoshinin      | Països BaixosHenricus Droog · Leendert Van Dis     | Estats UnitsJohn Nunn · William Maher              |
| 1972 Múnic           | Unió SovièticaAleksandr Timoshinin · Gennadi Korshikov | NoruegaFrank Hansen · Svein Thøgersen              | RDAJoachim Böhmer · Hans-Ulrich Schmeid            |
| 1976 Mont-real       | NoruegaFrank Hansen · Alf Hansen                       | Regne UnitChris Baillieu · Michael Hart            | RDAHans Ulrich Schmied · Jurgen Bertov             |
| 1980 Moscou          | RDAJoachim Dreifke · Klaus Kroppelien                  | IugoslàviaZoran Pancic · Milorad Stanulov          | TxecoslovàquiaZdenek Pecka · Vaclav Vochoska       |
| 1984 Los Angeles     | Estats UnitsBrad Alan Lewis · Paul Enquist             | BèlgicaPierre-Marie Deloof · Dirk Crois            | IugoslàviaZoran Pancic · Milorad Stanulov          |
| 1988 Seül            | Països BaixosNico Rienks · Ronald Florijn              | SuïssaBeat Schwerzmann · Ueli Bodenmann            | Unió SovièticaAleksandr Marchenko · Vasily Yakusha |
| 1992 Barcelona       | AustràliaPeter Antonie · Stephen Hawkins               | ÀustriaArnold Jonke · Christoph Zerbst             | Països BaixosNico Rienks · Henk-Jan Zwolle         |
| 1996 Atlanta         | ItàliaAgostino Abbagnale · Davide Tizzano              | NoruegaSteffen Størseth · Kjetil Undset            | FrançaFrederic Kowal · Samuel Barathay             |
| 2000 Sydney          | EslovèniaLuka Špik · Iztok Čop                         | NoruegaOlaf Tufte · Fredrik Bekken                 | ItàliaGiovanni Calabrese · Nicola Sartori          |
| 2004 Atenes          | FrançaSébastien Vieilledent · Adrien Hardy             | EslovèniaLuka Špik · Iztok Čop                     | ItàliaRossano Galtarossa · Alessio Sartori         |
| 2008 Pequín          | AustràliaDavid Crawshay · Scott Brennan                | EstòniaTonu Endrekson · Jüri Jaanson               | Regne UnitMatthew Wells · Stephen Rowbotham        |
| 2012 Londres         | Nova ZelandaNathan Cohen · Joseph Sullivan             | ItàliaRomano Battisti · Alessio Sartori            | EslovèniaIztok Čop · Luka Špik                     |
| 2016 Rio             | CroàciaMartin Sinković · Valent Sinković               | LituàniaMindaugas Griškonis · Saulius Ritter       | NoruegaKjetil Borch · Olaf Tufte                   |
| 2020 Tòquio          | FrançaHugo Boucheron · Matthieu Androdias              | Països BaixosMelvin Twellaar · Stef Broenink       | R.P. de la XinaLiu Zhiyu · Zhang Liang             |

#### Quàdruple Scull
| Edició           | Or                                                                                 | Argent                                                                                  | Bronze                                                                            |
| 1976 Mont-real   | RDAWolfgang Guldenpfennig · Rudiger Reiche · Karl Heinz Bussert · Michael Wolfgamm | Unió SovièticaYevgeny Duleev · Yuri Yakimov · Aivar Lazdenieks · Vitautas Butkus        | TxecoslovàquiaJaroslav Helebrand · Zdenek Pecka · Vaclav Vochoska · Vladek Lacina |
| 1980 Moscou      | RDAFrank Dundr · Karsten Bunk · Uwe Heppner · Martin Winter                        | Unió SovièticaYuri Shapochka · Yevgeny Barbakov · Valery Kleshnev · Nikolai Dovgan      | BulgàriaMintcho Nikolov · Lubomir Petrov · Ivo Roussev · Bogdan Dobrev            |
| 1984 Los Angeles | RFAAlbert Hedderich · Raimund Hormann · Dieter Wiedenmann · Michael Dursch         | AustràliaPaul Reedy · Gary Gullock · Timothy Mclaren · Anthony Lovrich                  | CanadàDoug Hamilton · Mike Hughes · Phil Monckton · Bruce Ford                    |
| 1988 Seül        | ItàliaAgostino Abbagnale · Davide Tizzano · Gianluca Farina · Piero Poli           | NoruegaAlf Hansen · Rolf Thorsen · Lars Bjønness · Vetle Vinje                          | RDAJens Köppen · Steffen Zühlke · Steffen Bogs · Heiko Habermann                  |
| 1992 Barcelona   | AlemanyaAndreas Hajek · Michael Steinbach · Stephan Volkert · Andre Willms         | NoruegaKjetil Undset · Per Sætersdal · Lars Bjønness · Rolf Thorsen                     | ItàliaAlessandro Corona · Gianluca Farina · Rossano Galtarossa · Filippo Soffici  |
| 1996 Atlanta     | AlemanyaAndreas Hajek · Stephan Volkert · Andre Steiner · Andre Willms             | Estats UnitsTim Young · Eric Mueller · Brian Jamieson · Jason Gailes                    | AustràliaJanusz Hooker · Boden Joseph Hanson · Duncan Free · Ronald Snook         |
| 2000 Sydney      | ItàliaAgostino Abbagnale · Alessio Sartori · Rossano Galtarossa · Simone Raineri   | Països BaixosJochem Verberne · Dirk Lippits · Diederik Simon · Michiel Bartman          | AlemanyaMarco Geisler · Andreas Hajek · Stephan Volkert · Andre Willms            |
| 2004 Atenes      | RússiaNikolai Spinev · Igor Kravtsov · Alekseij Svirin · Sergej Fedorovtsev        | TxèquiaDavid Kopriva · Tomas Karas · Jakub Hanak · David Jirka                          | UcraïnaSergij Grin · Sergij Bilushchenko · Oleg Lykov · Leonid Shaposhnikov       |
| 2008 Pequín      | PolòniaKonrad Wasielewski · Marek Kolbowicz · Michal Jelinski · Adam Korol         | ItàliaLuca Agamennoni · Simone Venier · Rossano Galtarossa · Simone Raineri             | FrançaJonathan Coeffic · Pierre-Jean Peltier · Julien Bahain · Cédric Berrest     |
| 2012 Londres     | AlemanyaKarl Schulze · Philipp Wende · Lauritz Schoof · Tim Grohmann               | CroàciaDavid Šain · Martin Sinković · Damir Martin · Valent Sinković                    | AustràliaChris Morgan · Karsten Forsterling · James McRae · Daniel Noonan         |
| 2016 Rio         | AlemanyaPhilipp Wende · Lauritz Schoof · Karl Schulze · Hans Gruhne                | AustràliaKarsten Forsterling · Alexander Belonogoff · Cameron Girdlestone · James McRae | EstòniaAndrei Jämsä · Allar Raja · Tõnu Endrekson · Kaspar Taimsoo                |
| 2020 Tòquio      | Països BaixosDirk Uittenbogaard · Abe Wiersma · Tone Wieten · Koen Metsemakers     | Regne UnitHarry Leask · Angus Groom · Tom Barras · Jack Beaumont                        | AustràliaJack Cleary · Caleb Antill · Cameron Girdlestone · Luke Letcher          |

#### Dos sense timoner
| Edició               | Or                                              | Argent                                           | Bronze                                          |
| 1904 St. Louis       | Estats UnitsRobert Farnan · Joseph Ryan         | Estats UnitsJohn Mulcahy · William Varley        | Estats UnitsJohn Joachim · Joseph Buerger       |
| 1908 Londres         | Regne UnitJohn Fenning · Gordon Thomson         | Regne UnitGeorge Fairbairn · Philip Verdon       | CanadàFrederick Toms · Norway Jackes            |
| 1908 Londres         | Regne UnitJohn Fenning · Gordon Thomson         | Regne UnitGeorge Fairbairn · Philip Verdon       | AlemanyaMartin Stahnke · Willy Düskow           |
| 1912–1920            | No fou inclòs en el programa olímpic            | No fou inclòs en el programa olímpic             | No fou inclòs en el programa olímpic            |
| 1924 París           | Països BaixosTeun Beijnen · Willy Rösingh       | FrançaMaurice Bouton · Georges Piot              | No es concedí                                   |
| 1928 Amsterdam       | AlemanyaKurt Moeschter · Bruno Müller           | Regne UnitTerence O'Brien · Robert Nisbet        | Estats UnitsPaul McDowell · John Schmitt        |
| 1932 Los Angeles     | Regne UnitLewis Clive · Hugh Edwards            | Nova ZelandaCyril Stiles · Fred Thompson         | PolòniaHenryk Budziński · Jan Krenz-Mikołajczak |
| 1936 Berlín          | AlemanyaWilli Eichhorn · Hugo Strauß            | DinamarcaHarry Larsen · Peter Olsen              | ArgentinaHoracio Podestá · Julio Curatella      |
| 1948 Londres         | Regne UnitJohn Wilson · Ran Laurie              | SuïssaHans Kalt · Josef Kalt                     | ItàliaFelice Fanetti · Bruno Boni               |
| 1952 Hèlsinki        | Estats UnitsCharles Logg · Thomas Price         | BèlgicaMichel Knuysen · Robert Baetens           | SuïssaKurt Schmid · Hans Kalt                   |
| 1956 Melbourne       | Estats UnitsJames Fifer · Duvall Hecht          | Unió SovièticaÍgor Buldakov · Víktor Ivanov      | ÀustriaJosef Kloimstein · Alfred Sageder        |
| 1960 Roma            | Unió SovièticaValentin Boreyko · Oleg Golovanov | ÀustriaJosef Kloimstein · Alfred Sageder         | FinlàndiaVeli Lehtela · Toimi Pitkanen          |
| 1964 Tòquio          | CanadàGeorge Hungerford Roger Jackson           | Països BaixosSteven Blaisse · Ernst Veenemans    | AlemanyaMichael Schwan · Wolfgang Hottenrott    |
| 1968 Ciutat de Mèxic | RDAJörg Lucke · Heinz-Jörg Bothe                | Estats UnitsLawrence Hugh · Philip Johnson       | DinamarcaPeter Christiansen · Ivan Larsen       |
| 1972 Múnic           | RDASiegfried Brietzke · Wolfgang Mager          | SuïssaHeinrich Fischer · Alfred Bachmann         | Països BaixosRoel Luynenburg · Ruud Stokvis     |
| 1976 Mont-real       | RDABernd Landvoigt · Jörg Landvoigt             | Estats UnitsCalvin Coffey · Michael Staines      | RFAPeter Vanroye · Thomas Strauss               |
| 1980 Moscou          | RDABernd Landvoigt · Jörg Landvoigt             | Unió SovièticaYury Pimenov · Nikolay Pimenov     | Regne UnitCharles Wiggin Malcolm Carmichael     |
| 1984 Los Angeles     | RomaniaPetru Iosub · Valer Toma                 | EspanyaFernando Climent · Luis María Lasúrtegui  | NoruegaHans Grepperud · Sverre Løken            |
| 1988 Seül            | Regne UnitAndy Holmes · Steve Redgrave          | RomaniaDănuţ Dobre · Dragos Neagu                | IugoslàviaSadik Mujkic · Bojan Preseren         |
| 1992 Barcelona       | Regne UnitMatthew Pinsent · Steve Redgrave      | AlemanyaColin Ettingshausen · Peter Holtzenbein  | EslovèniaIztok Čop · Denis Žvegelj              |
| 1996 Atlanta         | Regne UnitMatthew Pinsent · Steve Redgrave      | AustràliaDavid Weightman · Robert Geoffrey Scott | FrançaMichel Andrieux · Jean Rolland            |
| 2000 Sydney          | FrançaMichel Andrieux · Jean Rolland            | Estats UnitsTed Murphy · Sebastian Bea           | AustràliaMatthew Long · James Tomkins           |
| 2004 Atenes          | AustràliaDrew Ginn · James Tomkins              | CroàciaSinisa Skelin · Niksa Skelin              | Sud-àfricaDonovan Cech · Ramon di Clemente      |
| 2008 Pequín          | AustràliaDrew Ginn · Duncan Free                | CanadàDavid Calder · Scott Frandsen              | Nova ZelandaNathan Twaddle · George Bridgewater |
| 2012 Londres         | Nova ZelandaEric Murray · Hamish Bond           | FrançaGermain Chardin · Dorian Mortelette        | Regne UnitGeorge Nash · William Satch           |
| 2016 Rio             | Nova ZelandaEric Murray · Hamish Bond           | Sud-àfricaLawrence Brittain · Shaun Keeling      | ItàliaMarco Di Costanzo · Giovanni Abagnale     |
| 2020 Tòquio          | CroàciaMartin Sinković · Valent Sinković        | RomaniaMarius Cozmiuc · Ciprian Tudosă\|         | DinamarcaFrederic Vystavel · Joachim Sutton     |

#### Quatre sense timoner
| Edició               | Or                                                                                    | Argent                                                                                         | Bronze                                                                                        |
| 1904 St. Louis       | Estats UnitsArthur Stockhoff · August Erker · George Dietz · Albert Nasse             | Estats UnitsFrederick Suerig · Martin Formanack · Charles Aman · Michael Begley                | Estats UnitsGustav Voerg · John Freitag · Louis Helm · Frank Dummerth                         |
| 1908 Londres         | Regne UnitCollier Cudmore · James Angus Gillan · Duncan Mackinnon · John Somers-Smith | Regne UnitPhilip Filleul · Harold Barker · John Fenning · Gordon Thomson                       | CanadàGordon Balfour · Becher Gale · Charles Riddy · Geoffrey Taylor                          |
| 1908 Londres         | Regne UnitCollier Cudmore · James Angus Gillan · Duncan Mackinnon · John Somers-Smith | Regne UnitPhilip Filleul · Harold Barker · John Fenning · Gordon Thomson                       | Països BaixosHermannus Höfte · Albertus Wielsma · Johan Burk · Bernardus Croon                |
| 1912–1920            | No fou inclòs en el programa olímpic                                                  | No fou inclòs en el programa olímpic                                                           | No fou inclòs en el programa olímpic                                                          |
| 1924 París           | Regne UnitCharles Eley · James MacNabb · Robert Morrison · Terence Sanders            | CanadàArchibald Black · George MacKay · Colin Finlayson · William Wood                         | SuïssaEmile Albrecht · Alfred Probst · Eugen Sigg · Hans Walter                               |
| 1928 Amsterdam       | Regne UnitJohn Lander · Michael Warriner · Richard Beesly · Edward Vaughan Bevan      | Estats UnitsCharles Karle · William Miller · George Healis · Ernest Bayer                      | ItàliaCesare Rossi · Pietro Freschi · Umberto Bonadè · Paolo Gennari                          |
| 1932 Los Angeles     | Regne UnitJohn Badcock · Hugh Edwards · Jack Beresford · Rowland George               | AlemanyaKarl Aletter · Ernst Gaber · Walter Flinsch · Hans Maier                               | ItàliaAntonio Ghiardello · Francesco Cossu · Giliante D'Este · Antonio Provenzani             |
| 1936 Berlín          | AlemanyaRudolf Eckstein · Anton Rom · Martin Karl · Wilhelm Menne                     | Regne UnitThomas Bristow · Alan Barrett · Peter Jackson · John Sturrock                        | SuïssaHermann Betschart · Hans Homberger · Alex Homberger · Karl Schmid                       |
| 1948 Londres         | ItàliaGiuseppe Moioli · Elio Morille · Giovanni Invernizzi · Franco Faggi             | DinamarcaHelge Halkjær · Aksel Bonde Hansen · Helge Schrøder · Ib Storm Larsen                 | Estats UnitsFrederick Kingsbury · Stuart Griffing · Gregory Gates · Robert Perew              |
| 1952 Hèlsinki        | IugoslàviaDuje Bonačić · Velimir Valenta · Mate Trojanović · Petar Šegvić             | FrançaPierre Blondiaux · Jacques Guissart · Marc Bouissou · Roger Gautier                      | FinlàndiaVeikko Lommi · Kauko Wahlsten · Oiva Lommi · Lauri Nevalainen                        |
| 1956 Melbourne       | CanadàArchibald McKinnon · Lorne Loomer · Walter D'Hondt · Donald Arnold              | Estats UnitsJohn Welchli · John McKinlay · Arthur McKinlay · James McIntosh                    | FrançaRené Guissart · Yves Delacour · Gaston Mercier · Guy Guillabert                         |
| 1960 Roma            | Estats UnitsArthur Ayrault · Ted Nash · John Sayre · Rusty Wailes                     | ItàliaTullio Baraglia · Renato Bosatta · Giancarlo Crosta · Giuseppe Galante                   | Unió SovièticaIgor Akhremchik · Yuri Bachurov · Valentin Morkovkin · Anatoly Tarabrin         |
| 1964 Tòquio          | DinamarcaJohn Hansen · Bjorn Haslov · Erik Petersen · Kurt Helmudt                    | Regne UnitJohn Russell · Hugh Wardell-Yerburgh · William Barry · John James                    | Estats UnitsGeoffrey Picard · Richard Lyon · Theodore Mittet · Ted Nash                       |
| 1968 Ciutat de Mèxic | RDAFrank Forberger · Frank Rühle · Dieter Grahn · Dieter Schubert                     | HongriaZoltan Melis · Jozsef Csermely · György Sarlos · Antal Melis                            | ItàliaRenato Bosatta · Pie Conti Manzini · Tullio Baraglia · Abramo Albini                    |
| 1972 Múnic           | RDAFrank Forberger · Frank Rühle · Dieter Grahn · Dieter Schubert                     | Nova ZelandaDick Tonks · Dudley Storey · Ross Collinge · Noel Mills                            | RFAJoachim Ehrig · Peter Funnekötter · Franz Held · Wolfgang Plottke                          |
| 1976 Mont-real       | RDASiegfried Brietzke · Andreas Decker · Stefan Semmler · Wolfgang Mager              | NoruegaOle Nafstad · Arne Bergodd · Finn Tveter · Rolf Andreassen                              | Unió SovièticaRaul Arnemann · Nikolai Kuznetsov · Valeri Dolinin · Anushavan Gasan            |
| 1980 Moscou          | RDAJurgen Thiele · Andreas Decker · Stefan Semmler · Siegfried Brietzke               | Unió SovièticaAleksei Kamkin · Valeri Dolinin · Aleksandr Kulagin · Vitaly Yeliseyev           | Regne UnitJohn Beattie Ian McNuff David Townsend Martin Cross                                 |
| 1984 Los Angeles     | Nova ZelandaLeslie O'Conell · Shane O'Brien · Conrad Robertson · Keith Trask          | Estats UnitsDavid Clark · Jonathan Smith · Philip Stekl · Alan Forney                          | DinamarcaMichael Jessen · Lars Nielsen · Per H.S. Rasmussen · Erik Christiansen               |
| 1988 Seül            | RDARoland Schröder · Ralf Brudel · Olaf Förster · Thomas Greiner                      | Estats UnitsRaoul Rodriguez · Thomas Bohrer · Richard Kennelly · David Krmpotich               | RFAGuido Grabow · Volker Grabow · Norbert Keßlau · Joerg Puttlitz                             |
| 1992 Barcelona       | AustràliaAndrew Cooper · Nicholas Green · Mike McKay · James Tomkins                  | Estats UnitsJeffrey McLaughlin · William Burden · Thomas Bohrer · Patrick Manning              | EslovèniaMilan Jansa · Sadik Mujkic · Saso Mirjanic · Janez Klemencic                         |
| 1996 Atlanta         | AustràliaNicholas Green · Drew Ginn · James Tomkins · Mike McKay                      | FrançaBertrand Vecten · Olivier Moncelet · Daniel Fauche · Giles Bosquet                       | Regne UnitGreg Searle · Jonny Searle · Rupert Obholzer · Tim Foster                           |
| 2000 Sydney          | Regne UnitJames Cracknell · Steve Redgrave · Tim Foster · Matthew Pinsent             | ItàliaWalter Molea · Riccardo Dei Rossi · Lorenzo Carboncini · Carlo Mornati                   | AustràliaJames Stewart · Ben Dodwell · Geoffrey Stewart · Bo Hanson                           |
| 2004 Atenes          | Regne UnitSteve Williams · James Cracknell · Ed Coode · Matthew Pinsent               | CanadàCameron Baerg · Thomas Herschmiller · Jake Wetzel · Barney Williams                      | ItàliaLorenzo Porzio · Dario Dentale · Luca Agamennoni · Raffaello Leonardo                   |
| 2008 Pequín          | Regne UnitTom James · Steve Williams · Pete Reed · Andrew Triggs                      | AustràliaMatt Ryan · James Marburg · Cameron McKenzie · Francis Hegerty                        | FrançaJulien Despres · Benjamin Rondeau · Germain Chardin · Dorian Mortelette                 |
| 2012 Londres         | Regne UnitAlex Gregory · Tom James · Pete Reed · Andrew Triggs-Hodge                  | AustràliaJames Chapman · Joshua Dunkley-Smith · Drew Ginn · William Lockwood                   | Estats UnitsCharlie Cole · Scott Gault · Glenn Ochal · Henrik Rummel                          |
| 2016 Rio             | Regne UnitAlex Gregory · Mohamed Sbihi · George Nash · Constantine Louloudis          | AustràliaWill Lockwood · Josh Dunkley-Smith · Josh Booth · Alexander Hill                      | ItàliaDomenico Montrone · Matteo Castaldo · Matteo Lodo · Giuseppe Vicino                     |
| 2020 Tòquio          | AustràliaAlexander Purnell · Spencer Turrin · Jack Hargreaves · Alexander Hill        | RomaniaMihăiță Vasile Țigănescu · Mugurel Semciuc · Ștefan Constantin Berariu · Cosmin Pascari | ItàliaMatteo Castaldo · Marco Di Costanzo · Matteo Lodo · Giuseppe Vicino · Bruno Rosetti (h) |

#### Vuit amb timoner
| Edició               | Or | Argent | Bronze |
| 1900 París           | Estats UnitsWilliam Carr · Harry DeBaecke · John Exley · John Geiger · Edwin Hedley · James Juvenal · Roscoe Lockwood · Edward Marsh · Louis Abell                              | BèlgicaJules De Bisschop · Prospère Bruggeman · Oscar De Somville · Oscar De Cock · Maurice Hemelsoet · Marcel Van Crombrugge · Frank Odberg · Maurice Verdonck · Alfred Van Landeghem | Països BaixosFrançois Brandt · Johannes van Dijk · Roelof Klein · Ruurd Leegstra · Walter Middelberg · Hendrik Offerhaus · Walter Thijssen · Henricus Tromp · Hermanus Brockmann             |
| 1904 St. Louis       | Estats UnitsFrederick Cresser · Michael Gleason · Frank Schell · James Flanagan · Charles Armstrong · Harry Lott · Joseph Dempsey · John Exley · Louis Abell                    | CanadàArthur Bailey · William Rice · George Reiffenstein · Phil Boyd · George Strange · William Wadsworth · Donald MacKenzie · Joseph Wright · Thomas Loudon                           | No es concedí |
| 1908 Londres         | Regne UnitAlbert Gladstone · Frederick Kelly · Banner Johnstone · Guy Nickalls · Charles Burnell · Ronald Sanderson · Raymond Etherington · Henry Bucknall · Gilchrist Maclagan | BèlgicaOscar Taelman · Marcel Morimont · Rémy Orban · Georges Mijs · François Vergucht · Polydore Veirman · Oscar De Somville · Rodolphe Poma · Alfred van Landeghem                   | CanadàIrvine Robertson · Joseph Wright · Julius Thomson · Walter Lewis · Gordon Balfour · Becher Gale · Charles Riddy · Geoffrey Taylor · Douglas Kertland                                   |
| 1908 Londres         | Regne UnitAlbert Gladstone · Frederick Kelly · Banner Johnstone · Guy Nickalls · Charles Burnell · Ronald Sanderson · Raymond Etherington · Henry Bucknall · Gilchrist Maclagan | BèlgicaOscar Taelman · Marcel Morimont · Rémy Orban · Georges Mijs · François Vergucht · Polydore Veirman · Oscar De Somville · Rodolphe Poma · Alfred van Landeghem                   | Regne UnitFrank Jerwood · Eric Powell · Oswald Carver · Edward Williams · Henry Goldsmith · Harold Kitching · John Burn · Douglas Stuart · Richard Boyle                                     |
| 1912 Estocolm        | Regne Unit Edgar Burgess · Sidney Swann · Leslie Wormald · Ewart Horsfall · James Angus Gillan · Arthur Garton · Alister Kirby · Philip Fleming · Henry Wells                   | Regne Unit William Fison · William Parker · Thomas Gillespie · Beaufort Burdekin · Frederick Pitman · Arthur Wiggins · Charles Littlejohn · Robert Bourne · John Walker                | Alemanya Otto Liebing · Max Bröske · Max Vetter · Willi Bartholomae · Fritz Bartholomae · Werner Dehn · Rudolf Reichelt · Hans Matthiae · Kurt Runge                                         |
| 1920 Anvers          | Estats UnitsVirgil Jacomini · Edwin Graves · William Jordan · Edward Moore · Alden Sanborn · Donald Johnston · Vincent Gallagher · Clyde King · Sherman Clark                   | Regne UnitEwart Horsfall · Guy Oliver Nickalls · Richard Lucas · Walter James · John Campbell · Sebastian Earl · Ralph Shove · Sidney Swann · Robin Johnstone                          | NoruegaTheodor Nag · Conrad Olsen · Adolf Nilsen · Håkon Ellingsen · Thore Michelsen · Arne Mortensen · Karl Nag · Tollef Tollefsen · Thoralf Hagen                                          |
| 1924 París           | Estats UnitsLeonard Carpenter · Howard Kingsbury · Alfred Lindley · John Miller · James Rockefeller · Frederick Sheffield · Benjamin Spock · Alfred Wilson · Laurence Stoddard  | CanadàArthur Bell · Robert Hunter · William Langford · Harold Little · John Smith · Warren Snyder · Norman Taylor · William Wallace · Ivor Campbell                                    | ItàliaAntonio Cattalinich · Francesco Cattalinich · Simeone Cattalinich · Giuseppe Crivelli · Latino Galasso · Pietro Ivanov · Bruno Sorich · Carlo Toniatti · Vittorio Gliubich             |
| 1928 Amsterdam       | Estats UnitsMarvin Stalder · John Brinck · Francis Frederick · William Thompson · William Dally · James Workman · Hubert A. Caldwell · Peter Donlon · Donald Blessing           | Regne UnitJamie Hamilton · Guy Oliver Nickalls · John Badcock · Donald Gollan · Harold Lane · Gordon Killick · Jack Beresford · Harold West · Arthur Sulley                            | CanadàFrederick Hedges · Frank Fiddes · John Hand · Herbert Richardson · Jack Murdoch · Athol Meech · Edgar Norris · William Ross · John Donnelly                                            |
| 1932 Los Angeles     | Estats UnitsEdwin Salisbury · James Blair · Duncan Gregg · David Dunlap · Burton Jastram · Charles Chandler · Harold Tower · Winslow Hall · Norris Graham                       | ItàliaVittorio Cioni · Mario Balleri · Renato Bracci · Dino Barsotti · Roberto Vestrini · Guglielmo Del Bimbo · Enrico Garzelli · Renato Barbieri · Cesare Milani                      | CanadàEarl Eastwood · Joseph Harris · Stanley Stanyar · Harry Fry · Cedric Liddell · William Thoburn · Donald Boal · Albert Taylor · George MacDonald                                        |
| 1936 Berlín          | Estats UnitsHerbert Morris · Charles Day · Gordon Adam · John G.White · James McMillin · George Hunt · Joseph Rantz · Donald Hume · Robert Moch                                 | ItàliaGuglielmo Del Bimbo · Dino Barsotti · Oreste Grossi · Enzo Bartolini · Mario Checcacci · Dante Secchi · Ottorino Quaglierini · Enrico Garzelli · Cesare Milani                   | AlemanyaAlfred Rieck · Helmut Radach · Hans Kuschke · Heinz Kaufmann · Gerd Völs · Werner Loeckle · Hans Hannemann · Herbert Schmidt · Wilhelm Mahlow                                        |
| 1948 Londres         | Estats UnitsIan Turner · David Turner · James Hardy · George Ahlgren · Lloyd Butler · David Brown · Justus Smith · John Stack · Ralph Purchase                                  | Regne UnitChristopher Barton · Michael Lapage · Guy Richardson · Ernest Bircher · Paul Massey · Charles Lloyd · David Meyrick · Alfred Mellows · Jack Dearlove                         | NoruegaKristoffer Lepsøe · Thorstein Kråkenes · Hans Hansen · Halfdan Gran Olsen · Harald Kråkenes · Leif Næss · Thor Pedersen · Carl Monssen · Sigurd Monssen                               |
| 1952 Hèlsinki        | Estats UnitsFrank Shakespeare · William Fields · James Dunbar · Richard Murphy · Robert Detweiler · Henry Proctor · Wayne Frye · Edward Stevens · Charles Manring               | Unió SovièticaYevgeny Brago · Vladimir Rodimushkin · Aleksei Komarov · Igor Borisov · Slava Amiragov · Leonid Gissen · Yevgeny Samsonov · Vladimir Kryukov · Igor Polyakov             | AustràliaRobert Tinning · Ernest Chapman · Nimrod Greenwood · David Anderson · Geoffrey Williamson · Mervyn Finlay · Edward Pain · Phillip Cayzer · Thomas Chessell                          |
| 1956 Melbourne       | Estats UnitsThomas Charlton · David Wight · John Cooke · Donald Beer · Caldwell Esselstyn · Charles Grimes · Rusty Wailes · Robert Morey · William Becklean                     | CanadàPhilip Kueber · Richard McClure · Robert Wilson · David Helliwell · Donald Pretty · William McKerlich · Douglas McDonald · Lawrence West · Carlton Ogawa                         | AustràliaMichael Aikman · David Boykett · Angus Benfield · James Howden · Garth Manton · Walter Howell · Adrian Monger · Bryan Doyle · Harold Hewitt                                         |
| 1960 Roma            | AlemanyaManfred Rulffs · Walter Schröder · Frank Schepke · Kraft Schepke · Karl Groddeck · Karl-Heinz Hopp · Klaus Bittner · Hans Lenk · Willi Padge                            | CanadàDonald Arnold · Walter D'Hondt · Nelson Kuhn · John Lecky · David Anderson · Archibald MacKinnon · William McKerlich · Glen Mervyn · Sohen Biln                                  | TxecoslovàquiaBohumil Janoušek · Jan Jindra · Jiří Lundák · Stanislav Lusk · Václav Pavkovič · Luděk Pojezný · Jan Švéda · Josef Věntus · Miroslav Koníček                                   |
| 1964 Tòquio          | Estats UnitsJoseph Amlong · Thomas Amlong · Harold Budd · Emory Clark · Stanley Cwiklinski · Hugh Foley · William Knecht · William Stowe · Robert Zimony                        | AlemanyaKlaus Aefke · Klaus Bittner · Karl Groddeck · Hans-Jurgen Wallbrecht · Klaus Behrens · Jurgen Schroeder · Jurgen Plagemann · Horst Meyer · Thomas Ahrens                       | TxecoslovàquiaPetr Cermak · Jiri Lundak · Jan Mrvik · Julius Tocek · Josef Ventus · Ludek Pojezny · Bohumil Janousek · Richard Novy · Miroslav Konicek                                       |
| 1968 Ciutat de Mèxic | RFAHorst Meyer · Wolfgang Hottenrott · Dirk Schreyer · Egbert Hirschfelder · Rüdiger Henning · Jörg Siebert · Lutz Ulbricht · Nikolaus Ott · Günther Thiersch                   | AustràliaAlfred Duval · David Douglas · Michael Morgan · John Ranch · Joseph Frazio · Gary Pierce · Peter Dickinson · Robert Shirlaw · Alan Grover                                     | Unió SovièticaZigmas Jukna · Alexander Matryshkin · Antanas Bagdonavichus · Vitaulas Briedis · Vladimir sterlik · Valentin Kravchik · Lozopas Yagelavichus · Victor Suslin · Yury Lorentsson |
| 1972 Múnic           | Nova ZelandaTony Hurt · Wybo Veldman · Dick Joyce · John Hunter · Lindsay Wilson · Athol Earl · Trevor Coker · Gary Robertson · Simon Dickie                                    | Estats UnitsLawrence Terry · Franklin Hobbs · Peter Raymond · Timoth Mickelson · Eugene Clapp · William Hobbs · Robert Driscoll · Michael Livingston · Paul Hoffman                    | RDAHans-Joachim Borzym · Jörg Landvoigt · Harold Dimke · Manfred Schneider · Hartmut Schreiber · Manfred Schmorde · Bernd Landvoigt · Heinri Mederow · Dietmar Schwarz                       |
| 1976 Mont-real       | RDABernd Baumgart · Gottfried Dohn · Werner Klatt · Hans Joachim Luck · Dieter Wendisch · Roland Kostulski · Ulrich Karnatz · Karl Heins Prudohl · Karl Heinz Danielovski       | Regne UnitRichard Lester · John Yallop · Tim Crooks · Hugh Matheson · David Maxwell · James Clark · Fred Smallbone · Leonard Robertson · Patrick Sweeney                               | Nova ZelandaIvan Sutherland · Trevor Coker · Peter Dignan · Lindsay Wilson · Athol Earl · Dave Rodger · Alex McLean · Tony Hurt · Simon Dickie                                               |
| 1980 Moscou          | RDABernd Krauss · Hans-Peter Koppe · Ulrich Kons · Jörg Friedrich · Jens Doberschutz · Ulrich Karnatz · Uwe Duhring · Berno Hoing · Klaus-Dieter Ludwig                         | Regne UnitDuncan McDougall Allan Whitwell Henry Clay Chris Mahoney Andrew Justice John Pritchard Malcolm McGowan Richard Stanhope Colin Moynihan                                       | Unió SovièticaViktor Kokdshin · Andrey Tishchenko · Aleksandr Tkachenko · Jonas Pintskus · Jonas Normantas · Andrei Lugin · Aleksandr Mantsevich · Igor Maistrenko · Grigory Dmitrienko      |
| 1984 Los Angeles     | CanadàBlair Horn · Dean Crawford · Michael Evans · Paul Steele · Grant Main · Mark Evans · Kevin Neufeld · Pat Turner · Brian McMahon                                           | Estats UnitsWalter Lubsen · Andrew Sudduth · John Terwilliger · Christopher Penny · Thomas Darling · Fred Borchelt · Charles Clapp III · Bruce Ibbetson · Robert Jaugstetter           | AustràliaCraig Muller · Clyde Hefer · Samuel Patten · Tim Willoughby · Ian Edmunds · James Battersby · Ion Popa · Stephen Evans · Gavin Thredgold                                            |
| 1988 Seül            | RFABahne Rabe · Eckhardt Schultz · Ansgar Wessling · Wolfgang Maennig · Matthias Mellinghaus · Thomas Möllenkamp · Thomas Domian · Armin Eichholz · Manfred Klein               | Unió SovièticaViktor Omelyanovich · Vasily Tikhonov · Andrey Vasilyev · Pavel Gurkovsky · Nikolay Kumarov · Aleksandr Lukvanov · Veniamin But · Viktor Diduk · Aleksandr Dumchev       | Estats UnitsMichael F. Teti · Jonathan Smith · Edward B. Patton · John D. Rusher · Peter Nordell · Jeffrey McLaughlin · W. Douglas Burden · John Pescatore · Seth D Bauer                    |
| 1992 Barcelona       | CanadàDarren Barber · Andrew Crosby · Michael Forgeron · Robert Marland · Terence Paul · Derek Porter · Michael Rascher · Bruce Robertson · John Wallace                        | RomaniaIulica Ruican · Viorel Talapan · Vasile Nastase · Claudiu Marin · Dǎnuţ Dobre · Valentin Robu · Vasile Mastacan · Ioan Vizitiu · Marin Gheorghe                                 | AlemanyaRoland Baar · Armin Eichholz · Detlef Kirchhoff · Manfred Klein · Bahne Rabe · Frank Richter · Hans Sennewald · Thorsten Streppelhoff · Ansgar Wessling                              |
| 1996 Atlanta         | Països BaixosKoos Maasdijk · Ronald Florijn · Jeroen Duyster · Michiel Bartman · Henk-Jan Zwolle · Niels van der Zwan · Niels van Steenis · Diederik Simon · Nico Rienks        | AlemanyaMark Kleinschmidt · Detlef Kirchhoff · Wolfram Huhn · Roland Baar · Marc Weber · Ulrich Viefers · Peter Thiede · Thorsten Streppelhoff · Frank Jörg Richter                    | RússiaPavel Melnikov · Andrey Glukhov · Anton Chermashentsev · Aleksandr Lukyanov · Nikolay Aksyonov · Dmitriy Rozinkevich · Sergeij Matveyev · Roman Monchenko · Vladimir Volodenkov        |
| 2000 Sydney          | Regne UnitAndrew Lindsay · Ben Hunt-Davis · Simon Dennis · Louis Attrill · Luka Grubor · Kieran West · Fred Scarlett · Steve Trapmore · Rowley Douglas                          | AustràliaChristian Ryan · Alastair Gordon · Nick Porzig · Robert Jahrling · Mike McKay · Stuart Welch · Daniel Burke · Jaime Fernandez · Brett Hayman                                  | CroàciaIgor Francetić · Tihomir Franković · Tomislav Smoljanović · Nikša Skelin · Siniša Skelin · Krešimir Čuljak · Igor Boraska · Branimir Vujević · Silvijo Petriško                       |
| 2004 Atenes          | Estats UnitsJason Read · Wyatt Allen · Chris Ahrens · Joseph Hansen · Matt Deakin · Dan Beery · Beau Hoopman · Bryan Volpenhein · Peter Cipollone                               | Països BaixosMatthijs Vellenga · Gijs Vermeulen · Jan-Willem Gabriels · Daniël Mensch · Geert Jan Derksen · Gerritjan Eggenkamp · Diederik Simon · Michiel Bartman · Chun Wei Cheung   | AustràliaStefan Szczurowski · Stuart Reside · Stuart Welch · James Stewart · Geoff Stewart · Boden Hanson · Mike McKay · Steve Stewart · Michael Toon                                        |
| 2008 Pequín          | CanadàKevin Light · Ben Rutledge · Andrew Byrnes · Jake Wetzel · Malcolm Howard · Dominic Seiterle · Adam Kreek · Kyle Hamilton · Brian Price                                   | Regne UnitAlex Partridge · Tom Stallard · Tom Lucy · Richard Egington · Josh West · Alastair Heathcote · Matthew Langridge · Colin Smith · Acer Nethercott                             | Estats UnitsBeau Hoopman · Matt Schnobrich · Micah Boyd · Wyatt Allen · Daniel Walsh · Steven Coppola · Josh Inman · Bryan Volpenhein · Marcus McElhenney                                    |
| 2012 Londres         | AlemanyaFilip Adamski · Andreas Kuffner · Eric Johannesen · Maximilian Reinelt · Richard Schmidt · Lukas Müller · Florian Mennigen · Kristof Wilke · Martin Sauer               | CanadàGabriel Bergen · Douglas Csima · Robert Gibson · Conlin McCabe · Malcolm Howard · Andrew Byrnes · Jeremiah Brown · Will Crothers · Brian Price                                   | Regne UnitAlex Partridge · James Foad · Tom Ransley · Richard Egington · Mohamed Sbihi · Greg Searle · Matthew Langridge · Constantine Louloudis · Phelan Hill                               |
| 2016 Rio             | Regne UnitPaul Bennett · Scott Durant · Matt Gotrel · Matt Langridge · Tom Ransley · Pete Reed · William Satch · Andrew Triggs Hodge · Phelan Hill                              | AlemanyaMaximilian Munski · Malte Jakschik · Andreas Kuffner · Eric Johannesen · Maximilian Reinelt · Felix Drahotta · Richard Schmidt · Hannes Ocik · Martin Sauer                    | Països BaixosKaj Hendriks · Robert Lücken · Boaz Meylink · Boudewijn Röell · Olivier Siegelaar · Dirk Uittenboogaard · Mechiel Versluis · Tone Wieten · Peter Wiersum                        |
| 2020 Tòquio          | Nova ZelandaTom Mackintosh · Hamish Bond · Tom Murray · Michael Brake · Dan Williamson · Phillip Wilson · Shaun Kirkham · Matt Macdonald · Sam Bosworth                         | AlemanyaJohannes Weißenfeld · Laurits Follert · Olaf Roggensack · Torben Johannesen · Jakob Schneider · Malte Jakschik · Richard Schmidt · Hannes Ocik · Martin Sauer                  | Regne UnitJosh Bugajski · Jacob Dawson · Thomas George · Moe Sbihi · Charles Elwes · Oliver Wynne-Griffith · James Rudkin · Thomas Ford · Henry Fieldman                                     |

#### Doble Scull lleuger
| Edició       | Or                                            | Argent                                                 | Bronze                                          |
| 1996 Atlanta | SuïssaMichael Gier · Markus Gier              | Països BaixosMaarten van der Linden · Pepijn Aardewijn | AustràliaBruce Hick · Anthony Edwards           |
| 2000 Sydney  | PolòniaTomasz Kucharski · Robert Sycz         | ItàliaElia Luini · Leonardo Pettinari                  | FrançaPascal Touron · Thibaud Chapelle          |
| 2004 Atenes  | PolòniaTomasz Kucharski · Robert Sycz         | FrançaFréderic Dufour · Pascal Touron                  | GrèciaVasileios Polymeros · Nikolaos Skiathitis |
| 2008 Pequín  | Regne UnitZac Purchase · Mark Hunter          | GrèciaDimitrios Mougios · Vasileios Polymeros          | DinamarcaMads Rasmussen · Rasmus Hansen         |
| 2012 Londres | DinamarcaMads Rasmussen · Rasmus Quist Hansen | Regne UnitZac Purchase · Mark Hunter                   | Nova ZelandaStorm Uru · Peter Taylor            |
| 2016 Rio     | FrançaPierre Houin · Jérémie Azou             | IrlandaGary O'Donovan · Paul O'Donovan                 | NoruegaKristoffer Brun · Are Strandli           |
| 2020 Tòquio  | IrlandaFintan McCarthy · Paul O'Donovan       | AlemanyaJonathan Rommelmann · Jason Osborne            | ItàliaStefano Oppo · Pietro Ruta                |

### Programa eliminat

#### Dos amb timoner
| Edició               | Or                                                               | Argent                                                                    | Bronze                                                              |
| 1900 París           | Equip mixtFrançois Brandt Roelof Klein Hermanus Brockmann        | FrançaLucien Martinet · René Waleff · timoner desconegut                  | FrançaCarlos Deltour · Antoine Védrenne · Raoul Paoli               |
| 1904–1912            | No fou inclòs en el programa olímpic                             | No fou inclòs en el programa olímpic                                      | No fou inclòs en el programa olímpic                                |
| 1920 Anvers          | ItàliaErcole Olgeni · Giovanni Scatturin · Guido De Filip        | FrançaGabriel Poix · Maurice Bouton · Ernest Barberolle                   | SuïssaEdouard Candeveau · Alfred Felber · Paul Piaget               |
| 1924 París           | SuïssaEdouard Candeveau · Alfred Felber · Emile Lachapelle       | ItàliaErcole Olgeni · Giovanni Scatturin · Gino Sopracordevole            | Estats UnitsLeon Butler · Harold Wilson · Edward Jennings           |
| 1928 Amsterdam       | SuïssaHans Schöchlin · Karl Schöchlin · Hans Bourquin            | FrançaArmand Marcelle · Edouard Marcelle · Henri Préaux                   | BèlgicaLéon Flament · François de Coninck · Georges Anthony         |
| 1932 Los Angeles     | Estats UnitsJoseph Schauers · Charles Kieffer · Edward Jennings  | PolòniaJerzy Braun · Janusz Ślązak · Jerzy Skolimowski                    | FrançaAnselme Brusa · André Giriat · Pierre Brunet                  |
| 1936 Berlín          | AlemanyaGerhard Gustmann · Herbert Adamski · Dieter Arend        | ItàliaAlmiro Bergamo · Guido Santin · Luciano Negrini                     | FrançaMarceau Fourcade · Georges Tapie · Noël Vandernotte           |
| 1948 Londres         | DinamarcaFinn Pedersen · Tage Henriksen · Carl Andersen          | ItàliaGiovanni Steffè · Aldo Tarlao · Alberto Radi                        | HongriaAntal Szendey · Béla Zsitnik · Róbert Zimonyi                |
| 1952 Hèlsinki        | FrançaRaymond Salles · Gaston Mercier · Bernard Malivoire        | AlemanyaHeinz Manchen · Helmut Heinhold · Helmut Noll                     | DinamarcaSvend Petersen · Poul Svendsen · Jørgen Frantzen           |
| 1956 Melbourne       | Estats UnitsArthur Ayrault · Conn Findlay · Armin Seiffert       | AlemanyaKarl Groddeck · Horst Arndt · Rainer Borkowsky                    | Unió SovièticaIhor Yemchuk · Georgiy Zhylin · Vladimir Petrov       |
| 1960 Roma            | AlemanyaBernhard Knubel · Karl Renneberg · Klaus Zerta           | Unió SovièticaAntanas Bagdonavičius · Zigmas Jukna · Igor Rudakov         | Estats UnitsRichard Draeger · Conn Findlay · Henry Mitchell         |
| 1964 Tòquio          | Estats UnitsEdward Ferry · Conn Findlay · Kent Mitchell          | FrançaJacques Morel · Georges Morel · Jean Claude Darouy                  | Països BaixosJan Just Bos · Herman Rouwe · Frederik Hartsuiker      |
| 1968 Ciutat de Mèxic | ItàliaPrimo Baran · Renzo Sambo · Bruno Cipolla                  | Països BaixosHerman Suselbeek · Hadriaan van Nes · Roderick Rijnders      | DinamarcaJorn Krab · Harry Jorgensen · Preben Krab                  |
| 1972 Múnic           | RDAWolfgang Gunkel · Jörg Lücke · Klaus-Dieter Neubert           | TxecoslovàquiaOldrich Svojanovsky · Pavel Svojanovsky · Vladimir Petricek | RomaniaŞtefan Tudor · Petre Ceapura · Ladislau Lowrenschi           |
| 1976 Mont-real       | RDAHarald Jahrling · Friedrich Ulrich · Georg Spohr              | Unió SovièticaDmitri Bekhterev · Yuri Shurkalov · Yuri Lorentson          | TxecoslovàquiaOldrich Svojanovsky · Pavel Svojanovsky · Ludvik Vebr |
| 1980 Moscou          | RDAHarald Jahrling · Friedrich Ulrich · Georg Spohr              | Unió SovièticaViktor Pereverzev · Gennady Kryuchkin · Aleksandr Lukyanov  | IugoslàviaDusko Mrduljas · Zlatko Celent · Josip Reic               |
| 1984 Los Angeles     | ItàliaCarmine Abbagnale · Giuseppe Abbagnale · Giuseppe Di Capua | RomaniaDimitrie Popescu · Vasile Tomoiaga · Dumitru Raducanu              | Estats UnitsKevin Still · Robert Espeseth · Doug Herland            |
| 1988 Seül            | ItàliaGiuseppe di Capua · Carmine Abbagnale · Giuseppe Abbagnale | RDAMario Streit · Detlef Kirchhoff · René Rensch                          | Regne UnitPatrick Sweeney · Andy Holmes · Steve Redgrave            |
| 1992 Barcelona       | Regne UnitGarry Herbert · Greg Searle · Jonny Searle             | ItàliaGiuseppe Di Capua · Carmine Abbagnale · Giuseppe Abbagnale          | RomaniaDimitrie Popescu · Dumitru Raducanu · Nicolaie Taga          |

#### Quatre amb timoner
| Edició               | Or | Argent | Bronze |
| 1900 París           | França Henri Bouckaert · Jean Cau · Emile Delchambre · Henri Hazebroucq · Charlot                           | França Georges Lumpp · Charles Perrin · Daniel Soubeyran · Émile Wegelin · Timoner desconegut             | Alemanya Wilhelm Carstens · Julius Körner · Adolf Möller · Hugo Rüster · Gustav Moths · Max Ammermann         |
| 1900 París           | Alemanya Gustav Goßler · Oskar Goßler · Walter Katzenstein · Waldemar Tietgens · Carl Goßler                | Països Baixos Coenraad Hiebendaal · Geert Lotsij · Paul Lotsij · Johannes Terwogt · Hermanus Brockmann    | Alemanya Ernst Felle · Otto Fickeisen · Carl Lehle · Hermann Wilker · Franz Kröwerath                         |
| 1904–1908            | No fou inclòs en el programa olímpic                                                                        | No fou inclòs en el programa olímpic                                                                      | No fou inclòs en el programa olímpic                                                                          |
| 1912 Estocolm        | Alemanya Albert Arnheiter · Hermann Wilker · Rudolf Fickeisen · Otto Fickeisen · Karl Leister               | Regne UnitJulius Beresford · Karl Vernon · Charles Rought · Bruce Logan · Geoffrey Carr                   | DinamarcaErik Bisgaard · Rasmus Frandsen · Mikael Simonsen · Poul Thymann · Ejgil Clemmensen                  |
| 1920 Anvers          | SuïssaWilly Brüderlin · Max Rudolf · Paul Rudolf · Hans Walter · Paul Staub                                 | Estats UnitsKenneth Myers · Carl Klose · Franz Federschmidt · Erich Federschmidt · Sherman Clark          | NoruegaBirger Var · Theodor Klem · Henry Larsen · Per Gulbrandsen · Thoralf Hagen                             |
| 1924 París           | SuïssaEmile Albrecht · Alfred Probst · Eugen Sigg · Hans Walter · Walter Lossli                             | FrançaEugène Constant · Louis Gressier · Georges Lecointe · Raymond Talleux · Ernest Barberolle           | Estats UnitsRobert Gerhardt · Sidney Jelinek · Edward Mitchell · Henry Welsford · John Kennedy                |
| 1928 Amsterdam       | ItàliaValerio Perentin · Giliante D'Este · Nicolò Vittori · Giovanni Delise · Renato Petronio               | SuïssaErnst Haas · Joseph Meyer · Otto Bucher · Karl Schwegler · Fritz Bösch                              | PolòniaFranciszek Bronikowski · Edmund Jankowski · Leon Birkholc · Bernard Ormanowski · Bolesław Drewek       |
| 1932 Los Angeles     | AlemanyaHans Eller · Horst Hoeck · Walter Meyer · Joachim Spremberg · Carlheinz Neumann                     | ItàliaBruno Vattovaz · Giovanni Plazzer · Riccardo Divora · Bruno Parovel · Giovanni Scher                | PolòniaJerzy Braun · Janusz Ślązak · Stanisław Urban · Edward Kobyliński · Jerzy Skolimowski                  |
| 1936 Berlín          | AlemanyaHans Maier · Walter Volle · Ernst Gaber · Paul Söllner · Fritz Bauer                                | SuïssaHermann Betschart · Hans Homberger · Alex Homberger · Karl Schmid · Rolf Spring                     | FrançaFernand Vandernotte · Marcel Vandernotte · Jean Cosmat · Marcel Chauvigné · Noël Vandernotte            |
| 1948 Londres         | Estats UnitsWarren Westlund · Robert Martin · Robert Will · Gordon Giovanelli · Allan Morgan                | SuïssaRudolf Reichling · Erich Schriever · Emil Knecht · Pierre Stebler · André Moccand                   | DinamarcaErik Larsen · Børge Raahauge Nielsen · Henry Larsen · Harry Knudsen · Jørgen Ib Olsen                |
| 1952 Hèlsinki        | TxecoslovàquiaKarel Mejta · Jiří Havlis · Jan Jindra · Stanislav Lusk · Miroslav Koranda                    | SuïssaEnrico Bianchi · Karl Weidmann · Heinrich Scheller · Emile Ess · Walter Leiser                      | Estats UnitsCarl Lovsted · Alvin Ulbrickson · Richard Wahlstrom · Matthew Leanderson · Albert Rossi           |
| 1956 Melbourne       | ItàliaAlberto Winkler · Romano Sgheiz · Angelo Vanzin · Franco Trincavelli · Ivo Stefanoni                  | SuèciaOlle Larsson · Gösta Eriksson · Ivar Aronsson · Evert Gunnarsson · Bertil Göransson                 | FinlàndiaKauko Hänninen · Reino Poutanen · Veli Lehtelä · Toimi Pitkänen · Matti Niemi                        |
| 1960 Roma            | AlemanyaGerd Cintl · Horst Effertz · Klaus Riekemann · Jürgen Litz · Michael Obst                           | FrançaRobert Dumontois · Claude Martin · Jacques Morel · Guy Nosbaum · Jean Klein                         | ItàliaFulvio Balatti · Romano Sgheiz · Franco Trincavelli · Giovanni Zucchi · Ivo Stefanoni                   |
| 1964 Tòquio          | AlemanyaPeter Neusel · Bernhard Britting · Joachim Werner · Egbert Hirschfelder · Juergen Oelke             | ItàliaRenato Bosatta · Emilio Trivini · Giuseppe Galante · Franco De Pedrina · Giovanni Spinola           | Països BaixosLex Mullink · Jan Van De Graaff · F.R. Van De Graaff · Robert Van De Graaff · Marius Klumperbeek |
| 1968 Ciutat de Mèxic | Nova ZelandaDick Joyce · Ross Collinge · Dudley Storey · Warren Cole · Simon Dickie                         | RDAPeter Kremtz · Manfred Gelpke · Roland Göhler · Klaus Jacob · Dieter Semetzky                          | SuïssaDenis Oswald · Peter Bolliger · Hugo Waser · Jakob Grob · Gottlieb Fröhlich                             |
| 1972 Múnic           | RFAPeter Berger · Hans-Johann Färber · Gerhard Auer · Alois Bierl · Uwe Benter                              | RDADietrich Zander · Reinhard Gust · Eckhard Martens · Rolf Jobst · Klaus-Dieter Ludwig                   | TxecoslovàquiaOtakar Mareček · Karel Neffe · Vladimír János · František Provazník · Vladimír Petříček         |
| 1976 Mont-real       | Unió SovièticaVladimir Eshinov · Nikolai Ivanov · Mikhail Kuznetsov · Alexandr Klepikov · Alexandr Lukianov | RDAAndreas Schulz · Rudiger Kunze · Walter Diessner · Ullrich Diessner · Johannes Thomas                  | RFAJohann Faerber · Ralph Kubail · Siegfried Fricke · Peter Niehusen · Hartmut Wenzel                         |
| 1980 Moscou          | RDADieter Wendisch · Ullrich Diessner · Walter Diessner · Gottfried Dohn · Andreas Gregor                   | Unió SovièticaArtur Garonskis · Dimant Krishianis · Dzintars Krishianis · Zhorzh Tikmers · Yuris Berzynsh | PolòniaGrzegorz Stellak · Adam Tomasiak · Grzegorz Nowak · Ryszard Stadniuk · Ryszard Kubiak                  |
| 1984 Los Angeles     | Regne UnitRichard Budgett · Martin Cross · Adrian Ellison · Andy Holmes · Steve Redgrave                    | Estats UnitsEdward A Ives · Thomas N Kiefer · Michael Bach · Greg T Springer · John S Stillings           | Nova ZelandaBrett Hollister · Kevin Lawton · Barrie Mabbott · Don Symonds · Ross Tong                         |
| 1988 Seül            | RDABernd Niesecke · Hendrik Reiher · Karsten Schmelling · Bernd Eichwurzel · Frank Klawonn                  | RomaniaDimitrie Popescu · Ioan Snep · Vasile Tomoiagă · Ladislav Lovrenski · Valenti Robu                 | Nova ZelandaChris White · Ian Wright · Andrew Bird · Greg Johnston · George Keys                              |
| 1992 Barcelona       | RomaniaIulica Ruican · Viorel Talapan · Dimitrie Popescu · Dumitru Raducanu · Nicolaie Taga                 | AlemanyaRalf Brudel · Uwe Kellner · Thoralf Peters · Karsten Finger · Hendrik Reiher                      | PolòniaWojciech Jankowski · Maciej Lasicki · Jacek Streich · Tomasz Tomiak · Michał Cieślak                   |

#### Quatre sense timoner lleuger
| Edició       | Or                                                                            | Argent                                                                             | Bronze                                                                            |
| 1996 Atlanta | DinamarcaVictor Feddersen · Niels Henriksen · Thomas Poulsen · Eskild Ebbesen | CanadàBrian Peaker · Jeffrey Lay · Dave Boyes · Gavin Hassett                      | Estats UnitsMarc Schneider · Jeff Pfaendtner · David Collins · William Carlucci   |
| 2000 Sydney  | FrançaLaurent Porchier · Jean-Christophe Bette · Yves Hocde · Xavier Dorfmann | AustràliaSimon Burgess · Anthony Edwards · Darren Balmforth · Robert Richards      | DinamarcaSøren Madsen · Thomas Ebert · Eskild Ebbesen · Victor Feddersen          |
| 2004 Atenes  | DinamarcaThor Kristensen · Thomas Ebert · Stephan Moelvig · Eskild Ebbesen    | AustràliaGlen Loftus · Anthony Edwards · Ben Cureton · Simon Burgess               | ItàliaLorenzo Bertini · Catello Amarante · Salvatore Amitrano · Bruno Mascarenhas |
| 2008 Pequín  | DinamarcaThomas Ebert · Morten Jørgensen · Eskild Ebbesen · Mads Andersen     | PolòniaLukasz Pawlowski · Bartlomiej Pawelczak · Milosz Bernatajtys · Pawel Randa  | CanadàIain Brambell · Jon Beare · Mike Lewis · Liam Parsons                       |
| 2012 Londres | Sud-àfricaJames Thompson · Matthew Brittain · John Smith · Sizwe Ndlovu       | Regne UnitPeter Chambers · Rob Williams · Richard Chambers · Chris Bartley         | DinamarcaKasper Winther · Morten Jørgensen · Jacob Barsoe · Eskild Ebbesen        |
| 2016 Londres | SuïssaLucas Tramèr · Simon Schürch · Simon Niepmann · Mario Gyr               | DinamarcaJacob Barsøe · Jacob Larsen · Kasper Winther Jørgensen · Morten Jørgensen | FrançaFranck Solforosi · Thomas Baroukh · Guillaume Raineau · Thibault Colard     |

Notes
1. ↑  L'Informe oficial dels Jocs informa que el tercer lloc recaigué en la parella britànica Gordon Killick i Charles Southgate, si bé el Comitè Olímpic Internacional no els considera posseïdors del tercer lloc en no participar en la carrera final a causa d'un problema de lumbàlgia de Killick.
2. ↑  El Comitè Olímpic Internacional atribueix aquesta medalla a A. Mariacher, si bé el Comitè Olímpic del Canadà Arxivat 2007-10-13 a Wayback Machine. l'atribueix a Finlayson.
3. ↑  «Il CIO concede la medaglia di bronzo a Bruno Rosetti».
4. ↑  Brockmann fou el timoner per l'equip neerlandès a la semifinal, però no participà en la final. Tot i això el Comitè Olímpic Internacional (COI) el considera el guanyador.
5. ↑  Degut a problemes sobre qui havia de disputar la final de 4 amb timoner es disputaren dues finals, essent ambdues considerades oficials pel Comitè Olímpic Internacional.
6. ↑  L'equip alemany canvià el timoner després de la semifinal. Gustav Moths participà només a la semifinal i Max Ammermann a la final. Tanmateix, la base de dades del COI atorga la medalla d'or només a Gustav Moths.
7. ↑  L'equip alemany canvià de timoner després de la primera regata. Es desconeix si Otto Maier, el nou timoner, participà en la primera ronda i si Leister participà en la resta de regates. Tanmanteix, el Comitè Olímpic Internacional només concedeix la medalla d'or a Leister.